# Klöckner Pentaplast
Die Klöckner Pentaplast GmbH mit Sitz in Montabaur und deren Schwestergesellschaft Klöckner Pentaplast of America, Inc. mit Sitz in Gordonsville, Virginia bilden die Klöckner-Pentaplast-Gruppe, die weltweit zu den drei größten Herstellern von bedruckten und veredelten Kunststofffolien für Pharma-, medizinische Geräte-, Nahrungsmittel-, Elektronik- und allgemeinen Tiefziehverpackungen zählt und Marktführer in Europa sowie den USA ist. Die Gruppe erwirtschaftete im Geschäftsjahr 2012/2013 einen Umsatz von rund 1,2 Milliarden Euro. Die Klöckner Pentaplast Gruppe war ursprünglich Bestandteil der Klöckner-Werke AG. Seit 2012 ist sie im Eigentum einer Investorengruppe, die vom Finanzinvestor Strategic Value Partners (SVP) angeführt wird.
Das Unternehmen hat 29 weitere Produktionsstandorte in 18 Ländern und beschäftigt weltweit mehr als 5.700 Mitarbeiter. Die Gruppe verfügt über Fertigungs- und Veredelungseinrichtungen für das Kalandrieren, Extrudieren, Beschichten, Laminieren und Bedrucken von Folien.

## Unternehmensgeschichte
Gemeinsam mit seinem Bruder Florian gründete Peter Klöckner 1906 ein Eisen- und Stahlhandelsunternehmen in Duisburg. Ihr besonderes Augenmerk galt maroden Unternehmen, an denen sie sich die Kapitalmehrheit sicherten, bevor sie sie sanierten. Hierzu zählten insbesondere Hüttenwerke, Kohlezechen und Erzgruben.
1923 fusionierte Klöckner alle ihm gehörenden Stahlbeteiligungen zur Klöckner-Werke AG Rauxel-Berlin in Castrop-Rauxel. Dazu gehörte auch die Klöckner-Bergbau Königsborn-Werne. 1926 lehnte Klöckner es ab, seine Firma in die Vereinigte Stahlwerke einzubringen. Er zog es vor, unabhängig zu bleiben.
Während des 2. Weltkriegs produzierte Klöckner neben Eisen- und Stahlprodukten in Georgsmarienhütte und Hagen vor allem Rüstungsgüter in Köln. Dabei hielten in der Hasper Hütte zahlreiche verschleppte Zwangsarbeiter, Kriegsgefangene und italienische Militärinternierte die Produktion aufrecht.
Auf alliierten Beschluss wurden die alten Klöckner-Werke 1945 liquidiert und 1953 unter einer neu errichteten Obergesellschaft, der „Nordwestdeutscher Hütten- und Bergwerksverein AG“ zusammengefasst. Diese übernahm 1954 wieder ihre alte Firmenbezeichnung Klöckner-Werke. Weitere Nachfolger der alten Klöckner-Werke AG waren Klöckner-Humboldt-Deutz, Bergwerke Königsborn-Werne und Stahlwerke Südwestfalen.
1954 firmierte die Nordwestdeutsche Hütten- und Bergwerksvereins AG wieder unter ihrem alten Namen Klöckner-Werke AG. Zahlreiche ehemals zum Konzern gehörende Unternehmen wurden wieder unter die Leitung der Klöckner-Werke gestellt.
Während der 1960er Jahre expandierte der Konzern im Bereich der Kunststoffverarbeitung und im Maschinenbau. So begann Klöckner die Produktion von Kunststofffolien bei Klöckner Pentaplast in Montabaur (siehe Gerhard Meyers Unternehmensgründung dort). Die Kunststofffolien waren ein solcher Erfolg, dass Klöckner 1979 in den USA ein Zweigwerk eröffnete. Im gleichen Jahr stieg der Konzern mit dem Kauf von Holstein und Kappert in die Getränkemaschinenproduktion ein. Auch in der Abfüll- und Verpackungstechnik und der Automotivesparte engagierte sich Klöckner.
Noch 1977 griff der Klöckner-Konzern nach der bayerischen Maxhütte und erhielt nicht geringe öffentliche Subventionen. Gemeinsam wurde 1980 das Klöckner-Maxhütte-Stahlherstellungsverfahren entwickelt. 1981 wurden über 10.000 Mitarbeiter in 80 Ländern der Erde beschäftigt. 1983/84 wurde eine KGaA gegründet.
In den frühen 1990er Jahren geriet Klöckner in eine tiefgreifende Krise. Angesichts der Stahlkrise verdiente der Konzern nicht mehr so gut wie in den „goldenen 1960er Jahren“. Die Deutsche Bank als Hausbank des damals selbständigen Konzerns entsandte Karl-Josef Neukirchen als Sanierer, da die gesamte Gruppe angesichts der Stahlkrise zu kollabieren drohte. 1994 verschwand die Georgsmarienhütte im Wege des Management-Buy-outs aus dem Klöckner-Konzern, während die Klöckner Hütte Bremen an den belgischen Cockerill-Sambre-Konzern verkauft wurde. Das Ende der Maxhütte zog sich länger hin.
Bis 1994 wurde das investitionsträchtige und durch Konjunkturschwankungen risikoreiche Geschäft in der Automobilzuliefererbranche verkauft. Stattdessen wurde in die renditeträchtigere Foliensparte, Klöckner Pentaplast, investiert.
2001 wurde die Gruppe nach einer Umstrukturierung im Aufsichtsrat der Klöckner-Werke AG, von Cinven und JP Morgan Partners übernommen. 2007 wurde die Klöckner Pentaplast Gruppe von Cinven & JP Morgan Partners an die Blackstone Group verkauft. Im Juni 2012 hat eine Gruppe von Investoren unter der Führung von Strategic Value Partners (SVP) das Unternehmen von Blackstone übernommen.
2017 wurde die Linpac akquiriert.